# Festival de Málaga 2002
La 5.ª edición del Festival de Málaga se celebró del  26 de abril al 4 de mayo de 2002 en Málaga, España.

## Jurados

### Sección oficial
- Agustín Díaz Yanes
- Benito Zambrano
- Antonio Gasset
- Ray Loriga
- José Manuel Lorenzo

## Palmarés
- Primer premio: El otro lado de la cama, de Emilio Martínez Lázaro
- Premio Especial del Jurado: Smoking room, de Julio D. Wallovits y Roger Gual
- Premio a la mejor dirección: Emilio Martínez Lázaro por El otro lado de la cama
- Premio a la mejor interpretación femenina: Claudia Rojas por La novia de Lázaro
- Premio a la mejor interpretación masculina: Al conjunto de los actores de Smoking room
- Mención especial a la mejor interpretación masculina: Daniel Guzmán, por Cuando todo esté en orden
- Premio al mejor guion: Julio D. Wallovitz y Roger Gual, por Smoking room
- Premio a la mejor música: Pablo Cervantes, por Cuando todo esté en orden
- Premio a la mejor fotografía: Tote Trenas, por Impulsos
- Premio del público: El otro lado de la cama, de Emilio Martínez Lázaro

## Premiados
- Homenajeado: Adolfo Marsillach
- Premio Retrospectiva: José Luis Cuerda
- Premio Málaga: Ángela Molina
- Premio Ricardo Franco: José Salcedo